# Championnats nationaux de cyclisme sur route en 2018
Navigation
2017 2019
Les championnats nationaux de cyclisme sur route en 2018 commencent dès janvier pour l'Australie et la Nouvelle-Zélande. La plupart des championnats nationaux de cyclisme ont lieu aux mois de juin et juillet.

## Champions 2018

### Élites hommes
| Pays                            | Course en ligne                                        | Contre-la-montre                                              |
| ------------------------------- | ------------------------------------------------------ | ------------------------------------------------------------- |
| Afrique du Sud                  | Daryl Impey (Mitchelton-Scott)                         | Daryl Impey (Mitchelton-Scott)                                |
| Albanie                         | Ylber Sefa (Tarteletto-Isorex)                         | Eugert Zhupa (Wilier Triestina-Selle Italia)                  |
| Allemagne                       | Pascal Ackermann (Bora-Hansgrohe)                      | Tony Martin (Katusha-Alpecin)                                 |
| Andorre                         | Jan Missé                                              | Julio Pintado (MVK25-AC Andorrana)                            |
| Angola                          | José Panzo (Jair Transportes de Benguela)              | Dário António (BAI-Sicasal-Petro de Luanda)                   |
| Antigua-et-Barbuda              | Jyme Bridges                                           | Robert Marsh                                                  |
| Argentine                       | Rubén Ramos (Fundación Deporte y Salud Diberboll)      | Emiliano Ibarra (Sindicato de Empleados Públicos de San Juan) |
| Australie                       | Alexander Edmondson (Mitchelton-Scott)                 | Rohan Dennis (BMC Racing)                                     |
| Autriche                        | Lukas Pöstlberger (Bora-Hansgrohe)                     | Georg Preidler (Groupama-FDJ)                                 |
| Azerbaïdjan                     | Kirill Pozdnyakov (Synergy Baku Project)               | Elchin Asadov (Synergy Baku Project)                          |
| Bahamas                         | Liam Holowesko                                         | Lorin Sawyer                                                  |
| Barbade                         | Jacob Kelly (Massy United)                             | Joshua Kelly (Massy United)                                   |
| Belgique                        | Yves Lampaert (Quick-Step Floors)                      | Victor Campenaerts (Lotto-Soudal)                             |
| Belize                          | Joslyn Chavarria (Digicell 4GLTE)                      | Giovanni Lovell (Digicell 4GLTE)                              |
| Bénin                           | Bashiki Idrissou (Panthère)                            |                                                               |
| Bermudes                        | Dominique Mayho (VT Construction-Madison)              | Conor White (Winners Edge)                                    |
| Biélorussie                     | Stanislau Bazhkou (Minsk CC)                           | Vasil Kiryienka (Sky)                                         |
| Bolivie                         | Carlos Montellano (Start-Gusto)                        | Javier Arando (J-Fox)                                         |
| Bosnie-Herzégovine              | Ivan Širić                                             | Vedad Karić (Tuzla's Jedinstvo)                               |
| Botswana                        | Abeng Malete (Swift)                                   | Nkulumo Dube                                                  |
| Brésil                          | Rodrigo Nascimento (São Francisco Saúde-Klabin-SME)    | Lauro Chaman (Funvic-São José dos Campos)                     |
| Bulgarie                        | Mihail Mihailov (Trevigiani-Phonix-Hemus 1896)         | Radoslav Konstantinov (Martigues SC-Drag Bicycles)            |
| Burkina Faso                    | Souleymane Koné (Rail Club du Kadiogo)                 |                                                               |
| Canada                          | Antoine Duchesne (Groupama-FDJ)                        | Svein Tuft (Mitchelton-Scott)                                 |
| Chili                           | Adrían Alvarado (Melipulli BH Puerto Montt)            | Germán Bustamante (Trek Chilenazo)                            |
| Chypre                          | Aléxandros Matsángos (Kmeaters)                        | Andréas Miltiádis (Guerciotti-Kiwi Atlantico)                 |
| Colombie                        | Sergio Henao (Sky)                                     | Egan Bernal (Sky)                                             |
| Costa Rica                      | Joseph Chavarría (Nestlé-7C-CBZ Asfaltos-Giant)        | Brian Salas (Nestlé-7C-CBZ Asfaltos-Giant)                    |
| Côte d'Ivoire                   | Fernand Daniel Konan (ATS Yopougon)                    |                                                               |
| Corée du Sud                    | Seo Joon-yong (KSPO-Bianchi Asia)                      | Choe Hyeong-min (Geumsan Insam Cello)                         |
| Croatie                         | Viktor Potočki (Ljubljana Gusto Xaurum)                | Josip Rumac (Meridiana Kamen)                                 |
| Cuba                            | Emilio Pérez Labrador (Pinar del Río)                  | Pedro Portuondo (Santiago de Cuba)                            |
| Danemark                        | Michael Mørkøv (Quick-Step Floors)                     | Martin Toft Madsen (BHS - Almeborg-Bornholm)                  |
| Émirats arabes unis             | Yousif Mirza (UAE Emirates)                            | Yousif Mirza (UAE Emirates)                                   |
| Équateur                        | Jefferson Cepeda (Ecuador)                             | Jefferson Cepeda (Ecuador)                                    |
| Érythrée                        | Merhawi Kudus (Dimension Data)                         | Daniel Teklehaimanot (Cofidis)                                |
| Espagne                         | Gorka Izagirre (Bahrain-Merida)                        | Jonathan Castroviejo (Sky)                                    |
| Estonie                         | Mihkel Raim (Israel Cycling Academy)                   | Tanel Kangert (Astana)                                        |
| États-Unis                      | Jonny Brown (Hagens Berman-Axeon)                      | Joey Rosskopf (BMC Racing)                                    |
| Éthiopie                        |                                                        | Tsgabu Grmay (Trek-Segafredo)                                 |
| Fidji                           | Apisai Vakacegu                                        | Kemueli Navunisagau                                           |
| Finlande                        | Anders Bäckman (IDB)                                   | Johan Nordlund (Racebike-Focus)                               |
| France                          | Anthony Roux (Groupama-FDJ)                            | Pierre Latour (AG2R La Mondiale)                              |
| Géorgie                         | Tamaz Tsereteli                                        | Tamaz Tsereteli                                               |
| Grande-Bretagne                 | Connor Swift (Madison Genesis)                         | Geraint Thomas (Sky)                                          |
| Grèce                           | Polychrónis Tzortzákis (Tarteletto-Isorex)             | Stylianos Farantakis (Sojasun espoir-ACNC)                    |
| Guam                            | Dan Aponik                                             |                                                               |
| Guatemala                       | Mardoqueo Vásquez (Cuajo Luna-Universal Food)          | Manuel Rodas (Decorabaños)                                    |
| Guyana                          | Curtis Dey (Trojan Cycle Club)                         | Raynauth Jeffrey (CRCA-Foundation)                            |
| Honduras                        | Luis López                                             |                                                               |
| Hong Kong                       | Ko Siu Wai (HKSI)                                      | Ho Burr (HKSI)                                                |
| Hongrie                         | Attila Valter (Pannon)                                 | Barnabás Peák (Centre mondial du cyclisme)                    |
| Îles Caïmans                    | Michael Testori                                        | Patrick Harfield                                              |
| Inde                            | Manjeet Singh                                          | Arvind Panwar                                                 |
| Indonésie                       | Abdul Gani (KFC)                                       | Dealton Nur Arif Prayogo (KGB Jakarta)                        |
| Iran                            | Saeid Safarzadeh (Tabriz Shahrdari)                    | Samad Poor Seiedi                                             |
| Irlande                         | Conor Dunne (Aqua Blue Sport)                          | Ryan Mullen (Trek-Segafredo)                                  |
| Islande                         | Ingvar Ómarsson (Breiðablik)                           | Rúnar Örn Ágústsson (Breiðablik)                              |
| Israël                          | Roy Goldstein (Israel Cycling Academy)                 | Omer Goldstein (Israel Cycling Academy)                       |
| Italie                          | Elia Viviani (Quick-Step Floors)                       | Gianni Moscon (Sky)                                           |
| Jamaïque                        | Russell Small                                          | Kevin Lyons                                                   |
| Japon                           | Genki Yamamoto (Kinan)                                 | Kazushige Kuboki (Bridgestone)                                |
| Kazakhstan                      | Alexey Lutsenko (Astana)                               | Daniil Fominykh (Astana)                                      |
| Kosovo                          | Samir Hasani                                           | Egzon Misini (BNP-Costelo-StandCycle)                         |
| Koweït                          | Saied Jafer Alali (Massi-Kuwait)                       | Saied Jafer Alali (Massi-Kuwait)                              |
| Lettonie                        | Krists Neilands (Israel Cycling Academy)               | Toms Skujiņš (Trek-Segafredo)                                 |
| Liban                           | Elias Abou Rachid                                      | Abdallah Al Err                                               |
| Lituanie                        | Gediminas Bagdonas (AG2R La Mondiale)                  | Gediminas Bagdonas (AG2R La Mondiale)                         |
| Luxembourg                      | Bob Jungels (Quick-Step Floors)                        | Bob Jungels (Quick-Step Floors)                               |
| Macédoine                       | Andrej Petrovski (0711/Cycling)                        | Andrej Petrovski (0711/Cycling)                               |
| Madagascar                      | Jean Rakotondrasoa (FCS d'Analamanga)                  | Jean Marc Rakotonirina (FCS d'Analamanga)                     |
| Mali                            | Bourama Coulibaly (Sikasso A)                          |                                                               |
| Malte                           | Christian Formosa (The Cyclists)                       |                                                               |
| Maroc                           | Abdessadek Kouna (Union Benslimane Cyclisme)           | Abdessadek Kouna (Union Benslimane Cyclisme)                  |
| Maurice                         | Grégory Lagane (KFC-Faucon Flacq)                      | Christopher Lagane (KFC-Faucon Flacq)                         |
| Mexique                         | Orlando Garibay (Tenis Stars Guanajuato)               | Luis Villalobos (Aevolo)                                      |
| Moldavie                        | Maxim Rusnac (Differdange-Losch)                       | Nicolae Tanovitchii (Novak)                                   |
| Mongolie                        | Maral-Erdene Batmunkh (Terengganu)                     | Maral-Erdene Batmunkh (Terengganu)                            |
| Monténégro                      | Goran Cerović (CCN Metalac)                            |                                                               |
| Namibie                         | Martin Freyer                                          | Drikus Coetzee (Namibian CF)                                  |
| Nicaragua                       | Larry Valle (EDA-Evolution)                            | Marlon Samayoa (EDA-Evolution)                                |
| Norvège                         | Vegard Stake Laengen (UAE Emirates)                    | Edvald Boasson Hagen (Dimension Data)                         |
| Nouvelle-Zélande                | Jason Christie                                         | Hamish Bond (Waikato Bay of Plenty)                           |
| Ouzbékistan                     | Akramjon Sunnatov (Tashkent)                           | Muradian Khalmuratov (RTS Racing)                             |
| Paraguay                        | Diego Nuñez                                            | Víctor Grange (Paraguay CC)                                   |
| Pays-Bas                        | Mathieu van der Poel (Corendon-Circus)                 | Dylan van Baarle (Sky)                                        |
| Pérou                           | Alonso Gamero                                          |                                                               |
| Philippines                     | Jan Paul Morales (Philippine Navy Standard Insurance)  | Mark Galedo (7 Eleven-Cliqq Roadbike Philippines)             |
| Pologne                         | Michal Kwiatkowski (Sky)                               | Maciej Bodnar (Bora-Hansgrohe)                                |
| Porto Rico                      | Elvys Reyes (CCG Bayamon)                              | Elvys Reyes (CCG Bayamon)                                     |
| Portugal                        | Domingos Gonçalves (Rádio Popular-Boavista)            | Domingos Gonçalves (Rádio Popular-Boavista)                   |
| Qatar                           | Fawaz Al Hichan                                        |                                                               |
| République dominicaine          | Adrián Núñez (Inteja-Dominican)                        | William Guzmán (Inteja-Dominican)                             |
| République tchèque              | Josef Černý (Elkov-Author)                             | Josef Černý (Elkov-Author)                                    |
| Roumanie                        | Eduard-Michael Grosu (Nippo-Vini Fantini-Europa Ovini) | Eduard-Michael Grosu (Nippo-Vini Fantini-Europa Ovini)        |
| Russie                          | Ivan Rovny (Gazprom-RusVelo)                           | Artem Ovechkin (Terengganu)                                   |
| Rwanda                          | Didier Munyaneza (Club Benediction)                    | Joseph Areruya (Delko-Marseille Provence-KTM)                 |
| Saint-Vincent-et-les-Grenadines | Zefal Bailey (Turning Point)                           |                                                               |
| Sainte-Lucie                    | Andrew Norbert (Mon Repos)                             |                                                               |
| Saint-Marin                     | Marco Pazzini                                          |                                                               |
| Salvador                        | Giovanni Guevara (Timing 4PRO)                         | Giovanni Guevara (Timing 4PRO)                                |
| Serbie                          | Dušan Rajović (Adria Mobil)                            | Veljko Stojnić (BK S)                                         |
| Singapour                       | Goh Choon Huat (Terengganu)                            | Goh Choon Huat (Terengganu)                                   |
| Slovaquie                       | Peter Sagan (Bora-Hansgrohe)                           | Marek Čanecký (Dukla Banská Bystrica)                         |
| Slovénie                        | Matej Mohorič (Bahrain-Merida)                         | Jan Tratnik (CCC Sprandi Polkowice)                           |
| Sri Lanka                       |                                                        | Dane Nugara (Sri Lanka Air Force)                             |
| Suède                           | Lucas Eriksson (Motala AIF CK)                         | Tobias Ludvigsson (Groupama-FDJ)                              |
| Suisse                          | Steve Morabito (Groupama-FDJ)                          | Stefan Küng (BMC Racing)                                      |
| Swaliland                       | Morgan Rudd                                            |                                                               |
| Trinité-et-Tobago               | Kemp Orosco (DPS)                                      | Christopher Govia (Breakaway CC)                              |
| Tunisie                         | Ali Nouisri (VIB Sports)                               | Ali Nouisri (VIB Sports)                                      |
| Turquie                         | Onur Balkan (Torku Şekerspor)                          | Ahmet Örken (Salcano Sakarya Büyükşehir)                      |
| Ukraine                         | Oleksandr Polivoda                                     | Andriy Grivko (Astana)                                        |
| Uruguay                         |                                                        | Robert Méndez (Ciudad del Plata)                              |
| Venezuela                       | Ralph Monsalve (Venezuela País de Futuro)              | Pedro Gutiérrez (Gobernación de Miranda-Trek)                 |
| Viêt Nam                        | Nguyễn Trường Tài (VUS TP.HCM)                         | Nguyễn Tấn Hoài (Duroq Domesco DT)                            |

### Élites femmes
| Championnats nationaux | Championnats nationaux                                  | Championnats nationaux                               | Championnats nationaux |
| Pays                   | Course en ligne                                         | Contre-la-montre                                     |                        |
| ---------------------- | ------------------------------------------------------- | ---------------------------------------------------- | ---------------------- |
| Afrique du Sud         | Carla Oberholzer                                        | Liezel Helena Jordaan                                |                        |
| Algérie                | Racha Belkacem Ben Ouanane                              | Racha Belkacem Ben Ouanane                           |                        |
| Allemagne              | Liane Lippert (Sunweb)                                  | Lisa Brennauer (Wiggle High5)                        |                        |
| Argentine              | Maribel Aguirre (Weber Shimano Ladies Power)            | Estefania Pilz (Autoglas Wetteren)                   |                        |
| Australie              | Shannon Malseed (Tibco-Silicon Valley Bank)             | Katrin Garfoot                                       |                        |
| Autriche               | Sarah Rijkes (Experza-Footlogix)                        | Martina Ritter (Wiggle High5)                        |                        |
| Azerbaijan             | Olena Pavlukhina (BTC City Ljubljana)                   | Olena Pavlukhina (BTC City Ljubljana)                |                        |
| Bahamas                | Anna Zywielfk                                           | Antinece Simmons                                     |                        |
| Belgique               | Annelies Dom (Lotto Soudal Ladies)                      | Ann-Sophie Duyck (Cervélo Bigla)                     |                        |
| Belize                 | Alicia Thompson                                         | Kaya Cattouse                                        |                        |
| Biélorussie            | Alena Amialiusik (Canyon-SRAM Racing)                   | Alena Amialiusik (Canyon-SRAM Racing)                |                        |
| Brésil                 | Flávia Oliveira (Health Mate-Cyclelive Team)            | Tamires Fanny Radatz                                 |                        |
| Bénin                  | Chantal Vidognonlonhoué                                 |                                                      |                        |
| Canada                 | Katherine Maine (Rally Cycling)                         | Leah Kirchmann (Sunweb)                              |                        |
| Chili                  | Aranza Villalón                                         | Aranza Villalón                                      |                        |
| Chine                  | Pang Yao                                                | Yang Qianyu                                          |                        |
| Chypre                 | Ántri Christofórou (Cogeas-Mettler Pro Cycling Team)    | Ántri Christofórou (Cogeas-Mettler Pro Cycling Team) |                        |
| Colombie               | Katherin Montoya                                        | Serika Gulumá (Boyacá Raza de Campeones)             |                        |
| Corée du Sud           | Na Ah-reum                                              | Na Ah-reum                                           |                        |
| Costa Rica             | María José Vargas (Swapit Agolico)                      | María José Vargas (Swapit Agolico)                   |                        |
| Croatie                | Mia Radotić (BTC City Ljubljana)                        | Mia Radotić (BTC City Ljubljana)                     |                        |
| Cuba                   | Yudelmis Domínguez                                      | Marlies Mejías (Sho-Air Twenty20)                    |                        |
| Côte d'Ivoire          | Adahi Orneila Kouassi                                   |                                                      |                        |
| Danemark               | Amalie Dideriksen (Boels Dolmans)                       | Cecilie Uttrup Ludwig (Cervélo Bigla)                |                        |
| Équateur               | Samia Flores                                            | Nikole Narváez                                       |                        |
| Espagne                | Eider Merino (Movistar Team)                            | Mavi García (Movistar Team)                          |                        |
| Estonie                | Liisa Ehrberg (Jos Feron Lady Force)                    | Liisi Rist                                           |                        |
| États-Unis             | Mylene Garcia                                           | Amber Neben                                          |                        |
| Finlande               | Lotta Lepistö (Cervélo Bigla)                           | Lotta Lepistö (Cervélo Bigla)                        |                        |
| France                 | Aude Biannic (Movistar Team)                            | Audrey Cordon-Ragot (Wiggle High5)                   |                        |
| Grèce                  | Argyro Milaki                                           | Varvara Fasoi                                        |                        |
| Guatemala              | Gabriela Soto                                           | Nicolle Bruderer (Tibco-Silicon Valley Bank)         |                        |
| Hongrie                | Barbara Benkó                                           | Adrienn Hajnal                                       |                        |
| Iran                   | Frouzan Abdollahi Arab                                  | Maryam Jalaliyeh                                     |                        |
| Irlande                | Eve McCrystal                                           | Kelly Murphy (NJC-Biemme-Echelon)                    |                        |
| Islande                | Agusta Edda Bjornsdóttir                                | Rannveig Anna Guicharnaud                            |                        |
| Israël                 | Omer Shapira (Cylance)                                  | Rotem Gafinovitz (WaowDeals)                         |                        |
| Italie                 | Marta Cavalli (Valcar PBM)                              | Elena Cecchini (Canyon-SRAM Racing)                  |                        |
| Japon                  | Eri Yonamine (Wiggle High5)                             | Eri Yonamine (Wiggle High5)                          |                        |
| Kazakhstan             | Natalya Saifutdinova (Astana Women's Team)              | Natalya Saifutdinova (Astana Women's Team)           |                        |
| Lettonie               | Lija Laizāne (Aromitalia Vaiano)                        | Lija Laizāne (Aromitalia Vaiano)                     |                        |
| Lituanie               | Rasa Leleivytė (Aromitalia Vaiano)                      | Daiva Tušlaitė (Alé Cipollini)                       |                        |
| Luxembourg             | Christine Majerus (Boels Dolmans)                       | Christine Majerus (Boels Dolmans)                    |                        |
| Macédoine du Nord      |                                                         | Anita Velickovska                                    |                        |
| Maroc                  | Fatima Zahra El Hayani                                  | Fatima Zahra El Hayani                               |                        |
| Mexique                | Brenda Santoyo (Swapit Agolico)                         | Íngrid Drexel (Tibco-Silicon Valley Bank)            |                        |
| Mongolie               | Jamsran Ulziisolongo                                    | Jamsran Ulziisolongo                                 |                        |
| Namibie                | Vera Adrian (Remax)                                     | Irene Steyn                                          |                        |
| Norvège                | Vita Heine (Hitec Products-Birk Sport)                  | Line Marie Gulliksen (Hitec Products-Birk Sport)     |                        |
| Nouvelle-Zélande       | Georgia Williams (Mitchelton-Scott)                     | Georgia Williams (Mitchelton-Scott)                  |                        |
| Panama                 | Yineth Kellyam Cubilla                                  | Annibel Pietro                                       |                        |
| Paraguay               | Aracely Galeano                                         | Aracely Galeano                                      |                        |
| Pays-Bas               | Chantal Blaak (Boels Dolmans)                           | Ellen van Dijk (Sunweb)                              |                        |
| Philippines            | Jermyn Prado                                            | Jermyn Prado                                         |                        |
| Pologne                | Małgorzata Jasińska (Movistar Team)                     | Małgorzata Jasińska (Movistar Team)                  |                        |
| Porto Rico             | Donelys Carino Rivera                                   | Donelys Carino Rivera                                |                        |
| Portugal               | Daniela Reis (Doltcini-Van Eyck Sport)                  | Daniela Reis (Doltcini-Van Eyck Sport)               |                        |
| Pérou                  | Angie Paulett                                           |                                                      |                        |
| Roumanie               | Ana Maria Covrig (Eurotarget-Bianchi-Vitasana)          | Ana Maria Covrig (Eurotarget-Bianchi-Vitasana)       |                        |
| Royaume-Uni            | Jessica Roberts (Breeze)                                | Hannah Barnes (Canyon-SRAM Racing)                   |                        |
| Russie                 | Margarita Syrodoeva                                     | Olga Zabelinskaïa (Cogeas-Mettler Pro Cycling Team)  |                        |
| Rwanda                 | Xaverine Nirere                                         | Jacqueline Tuyishimire                               |                        |
| République dominicaine | Cesarina Ballenilla                                     | Juana Fernández                                      |                        |
| Salvador               | Adriana Alfaro                                          | Roxana Ortiz                                         |                        |
| Serbie                 | Jelena Erić (Cylance)                                   | Jelena Erić (Cylance)                                |                        |
| Singapour              | Serene Lee (Maaslandster International Women's Cycling) | Ling Er Choo                                         |                        |
| Slovaquie              | Tereza Medvedová (Bepink)                               | Tatiana Jaseková                                     |                        |
| Slovénie               | Polona Batagelj (BTC City Ljubljana)                    | Eugenia Bujak (BTC City Ljubljana)                   |                        |
| Suisse                 | Jolanda Neff                                            | Nicole Hanselmann (Cervélo Bigla)                    |                        |
| Suède                  | Emilia Fahlin (Wiggle High5)                            | Lisa Nordén                                          |                        |
| Tchéquie               | Jarmila Machačová (Team Dukla Praha)                    | Tereza Korvasova (Team Dukla Praha)                  |                        |
| Venezuela              | Ingrid Porras                                           | Danielys García                                      |                        |

### Moins de 23 ans hommes
Sont espoirs les coureurs nés après le 1er janvier 1996. Cependant certaines fédérations n'admettent pas certains coureurs espoirs dans cette catégorie en fonction du statut de leur équipe.
| Pays                   | Course en ligne                                        | Contre-la-montre                                           |
| ---------------------- | ------------------------------------------------------ | ---------------------------------------------------------- |
| Afrique du Sud         | Jason Oosthuizen (ACDC Luso)                           | Stefan de Bod (Dimension Data-Qhubeka)                     |
| Allemagne              | Max Kanter (Sunweb Development)                        | Jasper Frahm (Heizomat-Rad-net)                            |
| Angola                 | José Panzo (Jair Transportes de Benguela)              | José Panzo (Jair Transportes de Benguela)                  |
| Argentine              | Duilio Ramos (Salta La Linda)                          | Mauricio Graziani                                          |
| Australie              | Cyrus Monk (Drapac-EF Cannondale Holistic Development) | Callum Scotson (Drapac-EF Cannondale Holistic Development) |
| Autriche               | Felix Gall (Sunweb Development)                        | Markus Wildauer (Tirol)                                    |
| Belgique               | Gerben Thijssen (Lotto-Soudal U23)                     | Sasha Weemaes (EFC-L&R-Vulsteke)                           |
| Belize                 | Keon Robateau (Westrac Alliance)                       |                                                            |
| Bolivie                | Iván Alaca                                             | René Daza                                                  |
| Botswana               | Thabiso Mokalake (Swift)                               | Abeng Malete (Swift)                                       |
| Brésil                 | Fernando Finkler (Avaí-FME Florianópolis)              | André Gohr (Funvic-São José dos Campos)                    |
| Burkina Faso           | Souleymane Koné (Rail Club du Kadiogo)                 |                                                            |
| Canada                 | Edward Walsh (T.Palm-Pôle Continental Wallon)          | Adam Roberge (Silber)                                      |
| Costa Rica             | Daniel Jara (Grupo Colono)                             | Daniel Jara (Grupo Colono)                                 |
| Croatie                |                                                        | David Jabuka (Meridiana Kamen)                             |
| Danemark               | Julius Johansen (ColoQuick)                            | Mathias Norsgaard (Riwal CeramicSpeed)                     |
| Équateur               | Esteban Villareal                                      |                                                            |
| Érythrée               | Henok Mulubrhan (AS.BE.CO)                             | Zemenfes Solomon (Eritrel)                                 |
| Espagne                | Íñigo Elosegui (Lizarte)                               | Martín Bouzas (Lizarte)                                    |
| Estonie                | Karl Patrick Lauk (Pro Immo Nicolas Roux)              | Norman Vahtra (Cycling Tartu)                              |
| Finlande               | Sauli Pietikäinen (TWD-Länken)                         | Sauli Pietikäinen (TWD-Länken)                             |
| France                 | Cyril Barthe                                           | Alexys Brunel                                              |
| Grande-Bretagne        | Robert Scott (Wiggins)                                 | Charlie Tanfield (Canyon Eisberg)                          |
| Grèce                  |                                                        | Miltiadis Giannoutsos (PO Patron)                          |
| Guatemala              | José Canastuj (Asociación de Chimaltenango)            | Henry Sam (Decorabaños)                                    |
| Hongrie                |                                                        | Attila Valter (Pannon)                                     |
| Irlande                | Darnell Moore (Caldwell Cycles)                        | Michael O'Loughlin (Wiggins)                               |
| Israël                 | Nir Gabay (500 Watt)                                   | Alon Yogev (TACC)                                          |
| Italie                 | Edoardo Affini (SEG Racing Academy)                    |                                                            |
| Japon                  | Masahiro Ishigami (AVC Aix-en-Provence)                | Masaki Yamamoto (Kinan)                                    |
| Kosovo                 | Samir Hasani (KÇ Trepça)                               | Samir Hasani (KÇ Trepça)                                   |
| Lettonie               | Mārtiņš Pluto (Monkey Town Continental)                | Ēriks Toms Gavars (Rietumu Banka-Riga)                     |
| Lituanie               |                                                        | Justas Beniušis (Klaipėda)                                 |
| Luxembourg             | Pit Leyder (Leopard)                                   | Tom Wirtgen (AGO-Aqua Service)                             |
| Maroc                  |                                                        | Othman Harakat (US Casablanca)                             |
| Mexique                | Emiliano Mirafuentes (Bike Zone de Nuevo León)         | Paúl Alejandro González (Sprinters-Get Life)               |
| Mongolie               | Jambaljamts Sainbayar (RTS Racing)                     | Batsaikhan Tegshbayar (Centre mondial du cyclisme)         |
| Monténégro             | Stefan Bajčeta (CCN Metalac)                           |                                                            |
| Namibie                | Alwyn Steenkamp                                        | Alexander Buchner                                          |
| Norvège                | Torjus Sleen (Uno-X Norwegian Development)             |                                                            |
| Nouvelle-Zélande       | James Fouche (Wiggins)                                 | Ian Talbot (UC Nantes Atlantique)                          |
| Panama                 | Franklin Archibold (Centre mondial du cyclisme)        | Franklin Archibold (Centre mondial du cyclisme)            |
| Paraguay               | Diego Nuñez (Paraguay CC)                              | Bernardo Flor (Vivo-Grupo Oresy)                           |
| Pays-Bas               | Julius van den Berg (SEG Racing Academy)               | Hartthijs de Vries (NWV Groningen)                         |
| Portugal               | Rui Oliveira (Hagens Berman-Axeon)                     | Ivo Oliveira (Hagens Berman-Axeon)                         |
| République dominicaine | Elías Pérez                                            | Marino Pichardo                                            |
| République tchèque     | Jakub Otruba (Elkov-Author)                            | Jakub Otruba (Elkov-Author)                                |
| Roumanie               | Emil Dima (MSTina-Focus)                               | Emil Dima (MSTina-Focus)                                   |
| Russie                 | Aleksandr Vlasov (Gazprom-RusVelo)                     | Petr Rikunov (Caja Rural-Seguros RGA amateur)              |
| Salvador               | Bryan Mendoza (Mera)                                   | Bryan Mendoza (Mera)                                       |
| Slovaquie              | Matúš Štoček (Petroli Firenze-Maserati-Hopplà)         | Matúš Štoček (Petroli Firenze-Maserati-Hopplà)             |
| Slovénie               | Tadej Pogačar (Ljubljana Gusto Xaurum)                 | Tadej Pogačar (Ljubljana Gusto Xaurum)                     |
| Suisse                 | Lukas Rüegg (Vorarlberg-Santic)                        | Stefan Bissegger (Akros-Renfer SA)                         |
| Uruguay                |                                                        | Eric Fagúndez (Melo-Aceguá-Melo)                           |
| Venezuela              | Luis Colmenares (Fundación Ángel Pulgar-Lara)          | Jesús Villegas (NDERMI Bicicletas Castilla)                |